# Орлавиль, Даниэль
Даниэль Орлавиль (фр. Daniel Horlaville; 22 сентября 1945, Уасель — 28 апреля 2019, Уасель) — французский футболист, полузащитник. Единственный игрок, сыгравший за сборную Франции, будучи футболистов-любителем.

## Карьера
Играл за команду «Кевийи Руан» и был сотрудником нефтеперерабатывающего завода, руководитель которого являлся президентом клуба. С командой выигрывал любительский чемпионат Франции, победа в котором не давала возможности повышения в классе, и доходил по полуфинала Кубка Франции 1967/68. Вызывался в любительскую сборную страныen и участвовал в Летних Олимпийских играх в Мексике (когда ещё не участвовали профессионалы).
В 1971 году перебрался в Париж, где играл в высшем дивизионе. В дальнейшем выступал за «Руан». Завершил карьеру игрока в любительском клубе «Уасель», где начинал играть на юниорском уровне.
Дебютировал и единственный матч за национальную сборную провёл 30 апреля 1969 года против Румынии.
Четверо детей. Сын Кристоф — также футболист.